# Haliclona fulva
Haliclona fulva är en svampdjursart som först beskrevs av Topsent 1893.  Haliclona fulva ingår i släktet Haliclona och familjen Chalinidae. Inga underarter finns listade i Catalogue of Life.